# Calimehtar
En el universo ficticio de J. R. R. Tolkien y en los apéndices de la novela El Señor de los Anillos, Calimehtar fue el trigésimo Rey de Gondor. Nació en el año 1736 de la Tercera Edad del Sol como hijo de Narmacil II. Su nombre es quenya y puede traducirse como ‘fuente de luz’.

## Historia
Calimehtar asumió el trono tras la muerte de su padre en el año 1856 T. E. Como sus antecesores continuó la tradición de Gondor de amistad con los Hombres del Norte que luego de la Batalla de los Llanos habitaban los Valles del Anduin en la zona comprendida entre La Carroca y los Campos Gladios.
En el año 1899 T. E. se entera, por Marhwini, hijo de Marhari, que los Aurigas están amenazando Calenardhon y que pretendían cruzar el Anduin a la altura de los codos. Vio, entonces Calimehtar, la posibilidad de vengar a su padre; por lo que estableció una alianza con los Éothéod y armó junto a Marhwini un plan de ataque, que condujo a Gondor a la victoria en Dagorlad.
Esta alianza, además de la victoria, tuvo un efecto que «se revelaría en un futuro que nadie podía prever entonces: las dos grandes expediciones de los Rohirrim que acudieron a salvar a Gondor, la llegada de Eorl al Campo de Celebrant y los cuernos del rey Théoden en las Pelennor, sin los cuales el retorno del Rey habría sido en vano».
En el año 1900 T. E., ordenó la construcción de la Torre Blanca, que fue terminada antes de su muerte. El objetivo fue tener una torre de vigilancia que le permitiera observar al enemigo. Se supone, además, que fue el mismo Rey quien escondió allí la Palantir, de Minas Tirith, para preservarla.
Calimehtar terminó su reinado en paz, puesto que los principales enemigos de Gondor estaban involucrados en una Guerra Interna, por disputas territoriales. Falleció en el año 1936 T. E., siendo sucedido por su hijo Ondoher.